# Hammrschmiedův mlýn
Hammrschmiedův mlýn (Obermühle) v Želeticích v okrese Znojmo je vodní mlýn, který stojí na potoce Křepička. Jeho vjezdová bána je chráněna jako nemovitá kulturní památka České republiky.

## Historie

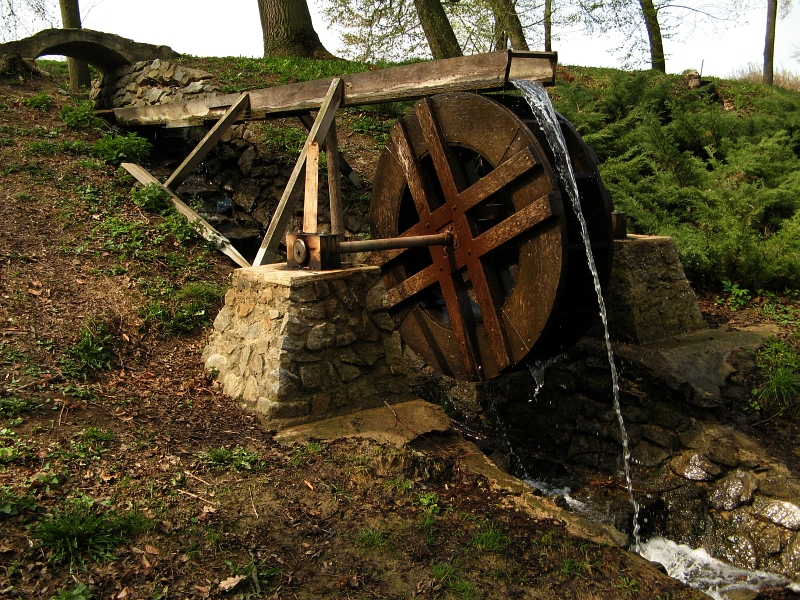
náhon s mlýnským kolem

Mlýn je zmíněn roku 1612, kdy Jiří z Náchoda prodal svobodný mlýn v Želeticích jako příslušenství zboží Žerotického Zdeňkovi z Hodic.
Kolem roku 1936 prodal mlýn Kammel majitel Velkostatku v Želeticích Bohumíru Hammerschmiedovi, jehož potomkům stále patří. Byl funkční do poloviny 20. století.

## Popis
Klasicistní brána byla součástí většího hospodářského areálu. Je tvořená dvěma hranolovými pilíři ukončenými vyloženou profilovanou římsou.
Voda na vodní kolo vedla od jezu náhonem. Mlýnský potok (náhon) je součástí zámeckého parku, ústí před mlýnem do rybníčku a je na něm dekorativně umístěno vodní kolo na horní vodu.